# Jan Král (hudebník)
Jan (František) Král, též v německé podobě jako Johann (Franz) Král (16. května 1823, Kolinec - 10. června 1912, Vídeň) byl český hráč na violu a violou d'amore.

## Život
Jan Král studoval v letech 1839–1843 hru na housle na pražské konzervatoři u Friedricha Wilhelma Pixise. 
V letech 1842–1850 byl členem orchestru pražského Stavovského divadla. Během této doby také několikrát vystoupil v lipském Gewandhausu a na výmarském dvoře jako hráč na violu d'amore.
V roce 1851 odešel do Vídně a do roku 1885 byl sólovým violistou ve Dvorní opeře.
Jan Král zemřel ve Vídni 10. června 1912.

## Dílo
Jan Král aranžoval hudbu pro violu d'amore.
V roce 1870 Anleitung zum Spiele der Viola d’amour für Violinspieler ("Návod hry na violu d'amore pro houslisty").
- Anleitung zum Spiele der Viole d’amour (Liebesgeige). Theoretisch-practisches Lehrbuch für Violinspieler mit Rücksicht auf den Selbstunterricht und einem Anhange von Unterhaltungsstückchen op. 10, Wien: C. A. Spina 1870